# کوکوی ابلق
کوکوی ابلق(نام علمی: Clamator jacobinus) نام یک گونه از تیره کوکو است.